# ZiU-9

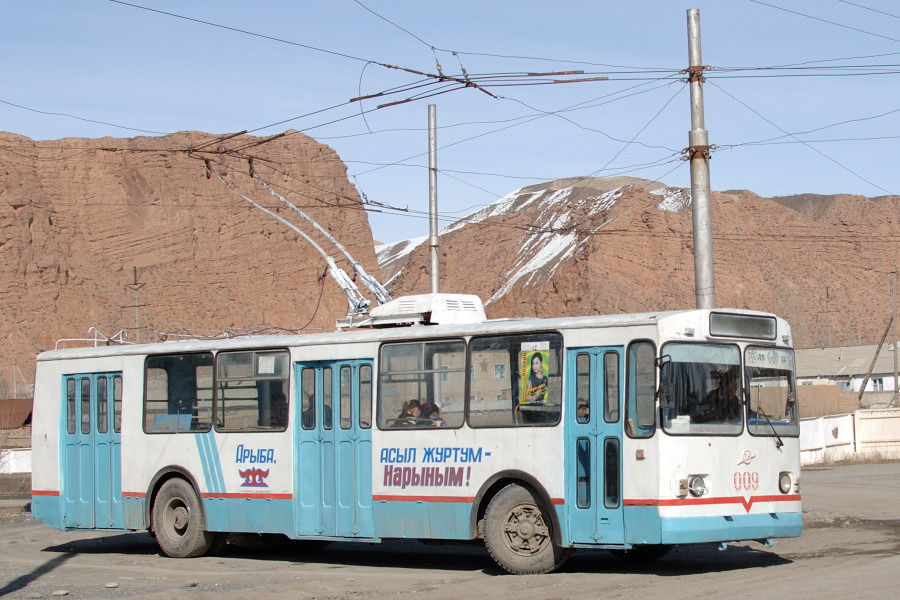
Trolejbus ZiU-9

ZiU-9 (přesněji ZiU-682) je sovětský trolejbus pro vnitroměstskou dopravu. Zkratka ZiU (rusky ЗиУ) pochází z názvu výrobce, Závodu Urického (rusky Завод имени Урицкого). Výrobní závod se nachází ve městě Engels, Saratovské oblasti Ruska. Tento model trolejbusu se udržel ve výrobě od roku 1972 až do roku 2014 a během této doby zažil řadu modernizací. Velká vyráběná množství z něho udělala dominantní typ používaný od konce sedmdesátých let v SSSR. Tento stav se udržuje i v současném Rusku. V devadesátých letech různé opravárenské závody vyráběly vlastní varianty ZiU-9 (tzv. klony). Celkem bylo vyrobeno více než 42 000 trolejbusů rodiny ZiU-9.

## Technická koncepce
Karoserie je ocelová, svařovaná, základem je prostorový trubkový rám s podélnými nosníky a navařenými příčníky. Karoserie má troje dveře. Jedny úzké zcela vpředu, široké uprostřed a vzadu. Dveře jsou skládací, ovládají se z kabiny řidiče elektricky (od roku 1990 pneumaticky). Regulace trakčního proudu je odporová, automatická, nepřímá (s tzv. skupinovým kontrolérem). Přepínání silových obvodů, tedy různých kombinací odporníků a vinutí trakčního motoru zajišťuje skupinový kontrolér poháněný pomocným elektromotorem. Teprve tento pomocný elektromotor je ovládán pedálem jízdy. Rozjezdové/brzdové odporníky omezují proud trakčním motorem a tím ovládají jeho otáčky i kroutící moment. ZiU-9 je vybaven motorgenerátorem pro přeměnu vstupního stejnosměrného napětí 550 V na nízké napětí 24 V. Motorgenerátor je konstruován jako motor s generátorem na společné hřídeli. Nevýhodou takového řešení je trvalý hukot běžícího soustrojí. Kvalitní údržba ale dokáže snížit hluk na snesitelnou úroveň. Motorgenerátor je doplněn ventilátorem, který ochlazuje brzdové/rozjezdové odporníky. Nízkonapěťová soustava zahrnuje skupinový kontrolér, vnější a vnitřní osvětlení, signalizaci, pohony dveří a dva akumulátory. Zásluhou důsledného rozdělení napěťových soustav se výrazně snižuje nebezpečí úrazu elektrickým proudem. Elektrické přístroje uvnitř prostoru pro cestující i v kabině řidiče pracují s bezpečným napětím 24 V. Silové obvody 550 V byly zpočátku zabudovány pod podlahou. Nízká úroveň elektrické bezpečnosti vedla k tomu, že při modernizaci se vybavení přestěhovalo na střechu a do rozvaděče za zády řidiče. Také při generálních opravách starších trolejbusů se vysokonapěťové přístroje často přemisťují na střechu. Brzdová soustava trolejbusu ZiU-9 je složena z elektrodynamické, vzduchové a mechanické parkovací brzdy. Pro vzduchové brzdy je vůz vybaven kompresorem.

## Vývoj trolejbusu

### Zkušební vozidla
První prototyp ZiU-9 byl postaven v roce 1966. Některé detaily vnějšího vzhledu i řada konstrukčních řešení byla zkopírována ze soudobých moderních vozidel značky MAN. Ve srovnání s předchůdcem ZiU-5 má ZiU-9 prostornější (odtud dobové označení „velkokapacitní“) a levnější svařovanou ocelovou karoserii místo nýtované hliníkové a navíc pneumatické odpružení. Karoserie je třídveřová, s úzkými předními dveřmi. Plocha zasklení karoserie je větší oproti ZiU-5. Řízení je vybaveno hydraulickým posilovačem.
V roce 1968 byl postaven prototyp ZiU 9A, který měl širší karoserii (2680 mm).

## ZiU-682B

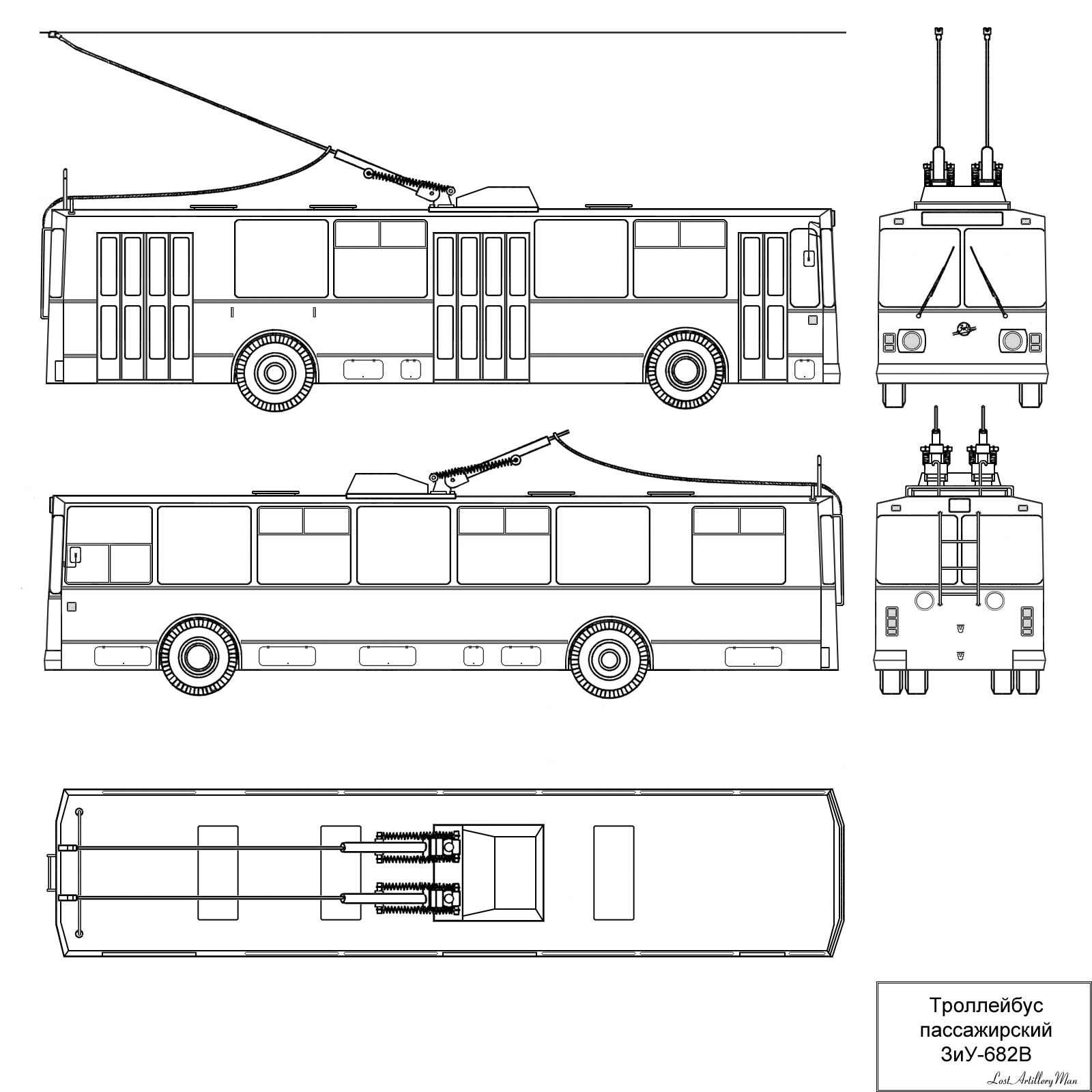
Pohledový výkres trolejbusu

V srpnu 1972 začala sériová produkce první modifikace ZiU-682B. Změna názvu byla čistě formální. První sériové stroje se mírně lišily od novějších vozidel. Do roku 1973 byly například výřezy pro kola v bocích karosérie hranaté, ne kruhové. Do prvních sérií montovali zastaralý trakční motor DK-207G, který byl už v roce 1973 nahrazen typem DK-210 s výkonem 110 kW. Odpružení bylo u ZiU-682B dvoustupňové. Základní odpružení bylo torzními tyčemi, později poloeliptickými listovými pery. Sekundární vypružení bylo pneumatické, což zajišťovalo pohodlnou jízdu. Zadní nástupní plošina měla sníženou podlahu. U zadních dveří bylo o jeden schod méně, to ulehčilo nástup s dětskými kočárky, případně invalidními vozíky. Tahle výhoda ale byla vyvážena rozdílem výšky podlahy mezi středními a zadními dveřmi. Podlaha se plynule snižovala v průchodu mezi podběhy zadních kol. To bylo velmi nepohodlné hlavně v zimě, kdy cestující stáli na namrzlé, svažující se podlaze. Pro přirozené větrání prostoru pro cestující byly ve střeše čtyři větrací poklopy a boční okna byla vybavena posuvnými větracími okénky.

## ZiU-682V (V00/V0A)
Koncem roku 1975 začala výroba modifikace označené ZiU-682V. Byly odstraněny nedostatky, které se projevily v prvních letech výroby. Viz odpružení u ZIU-682B. Od roku 1976 se počet svítidel uvnitř prostoru pro cestující snížil z 12 na 11, posuvná větrací okénka už měla jen polovina bočních oken. Od roku 1978 se montovaly jen tři větrací poklopy ve střeše, zmizel poklop nad předními koly. Od roku 1983 se změnil tvar a umístění svítilen vnějšího osvětlení vozidla. Svítilny originálních tvarů byly nahrazeny unifikovanými. Od května 1984 už nebyla zadní nástupní plošina snížená. To bylo vyvoláno nutností zesílit konstrukci zadního převisu. Od roku 1985 byl upraven výrobní štítek, aby odpovídal standardním požadavkům na tvar VIN-kódu. Vozidlo začalo být označováno typem CHTI682V00. Od roku 1988 se vyráběla modifikace ZiU-682V-012 (ZiU-682V0A) vybavená motorem DK-213 o výkonu 115 kW. Od roku 1989 se změnil tvar odrušovací tlumivky na střeše. Kryt se zmenšil a měl ostré hrany. V roce 1990 se začala souběžně vyrábět modifikace ZiU-682V0V, u které byl elektrický pohon dveří nahrazen pneumatickým.

## ZiU-682G

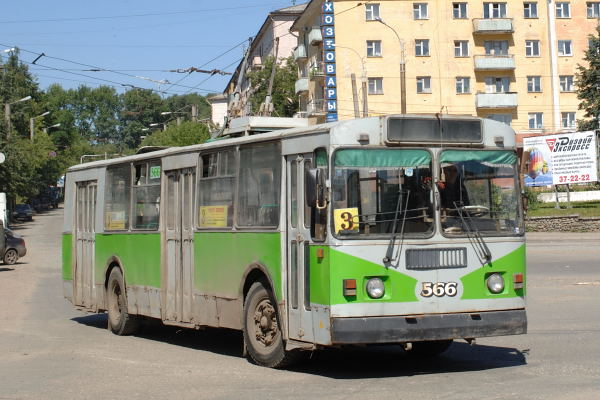
ZiU-682G v Kirově

Na konci osmdesátých let některé konstrukční celky trolejbusu, vyráběného tehdy už skoro dvacet let, znatelně zastaraly. Současně se začátkem výroby posledních modifikací ZiU-682V se připravovala do výroby zásadní modernizace, označená ZiU-682G. Zkušební exempláře byly dokončeny ještě v roce 1988, od února 1991 výrobce kompletně přešel na tento typ. Mimo úpravy provedené během dosavadní produkce, měl typ ZiU-682G následující změny: Vpředu, pod čelním sklem byla umístěna mřížka nasávání vzduchu. Změnilo se rozmístění větracích okének v oknech na pravém boku. Výrazně se změnil prostor pro cestující. Na levou stranu se montovaly pouze jednomístné sedačky, tím se zvýšil počet míst k stání. Změnila se i konstrukce samotných sedaček. Velké změny prodělala i kabina řidiče. Zmizelo okno v přepážce za zády řidiče, rozšířily se posuvné dveře do kabiny. Změnila se přístrojová deska, i když byla nadále z černého plastu. Zmizel neforemný ovládací panel vpravo od přístrojové desky, tvořený dvěma řadami shodných přepínačů. Ovládání vnějšího osvětlení bylo přemístěno na sloupek řízení. Na malém pultíku vpravo zůstalo pouze ovládání dveří, spínač stěračů a havarijní signalizace. Ostatní přepínače byly přemístěny na nový ovládací panel vlevo od řidiče, pod bočním oknem. Změnila se konstrukce jízdního i brzdového pedálu, ovládání se přiblížilo k automobilovému. Na druhou stranu ZiU-682G dodávané mezi lety 1993 až 2000 měly ve srovnání s předcházející modifikací výrazně odlehčenou konstrukci rámu karoserie. Zjevně s cílem snížení výrobních nákladů. Výsledkem byla u vozidel provozovaných v těžkých podmínkách (např. Nižní Novgorod) koroze, která dokázala konstrukci za pět let úplně zničit. Od roku 1997 se základní verzí v sériové výrobě stalo provedení ZiU-682G-012 (ZiU-682G0A). Zvnějšku je tato verze rozpoznatelná podle sníženého bočního okna u řidiče a odlišného umístění větracího okénka. Drobné úpravy byly provedeny v prostoru pro cestující. V podstatě toto byla exportní verze ZiU-682G-010 adaptovaná pro domácí trh. Na základě ZiU-682G-012 začala postupná modernizace trolejbusu podle zadání Mosgortransu (podniku, který zajišťuje v Moskvě povrchovou MHD). Pro napájení nízkonapěťových obvodů se místo pomocného motoru DK-661B a generátoru 63,3701 použil statický měnič. Byla vylepšena izolace. Trolejbus dostal lepší antikorozní ochranu, řada uzlů byla vyrobena z hliníku, nerezavějící oceli a sklolaminátu. Souběžně se ZiU-682G-012se od roku 1998 začala vyrábět přechodná verze ZiU-682G-014 (ZiU-682G0E), kde byly použity samostatné sedačky v prostoru pro cestující. Také tato verze byla vybavena statickým měničem.

## ZiU-682G-016, -017 a -018

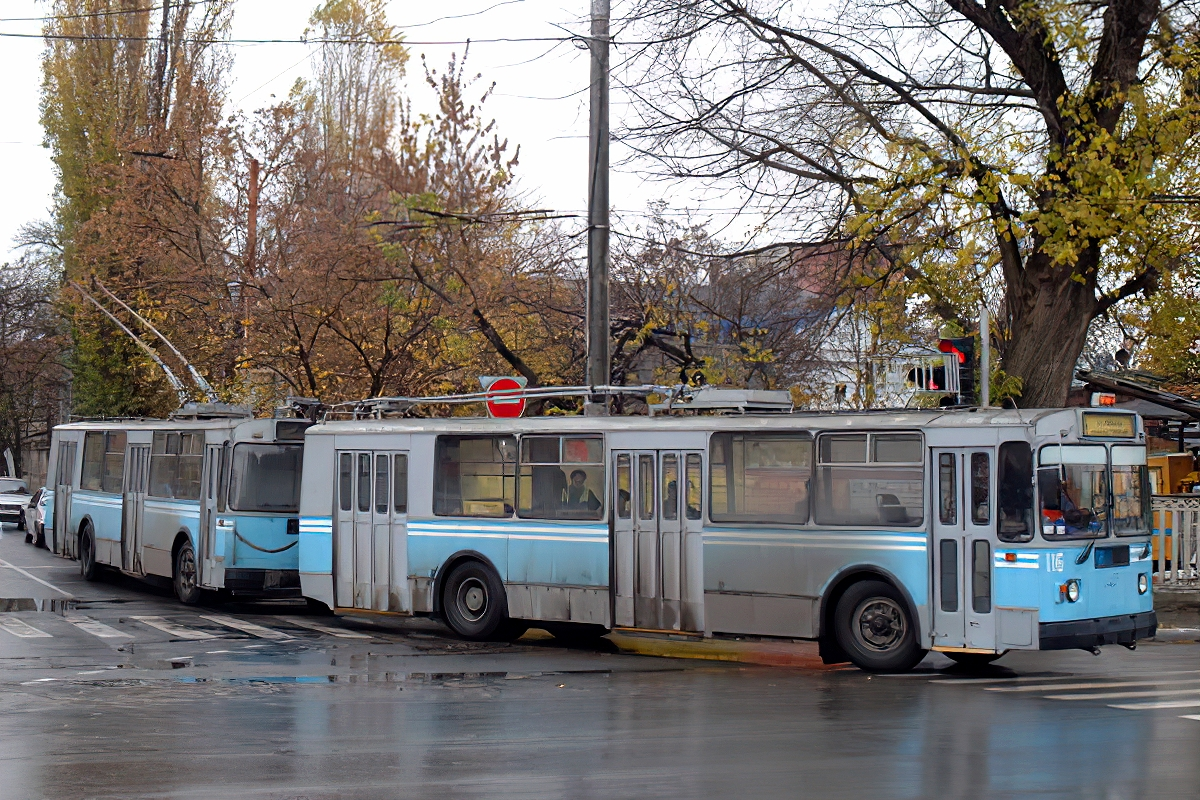
Dvojice spřažených ZiU-9, tzv. "Scepka"

Jako výsledek modernizačních úprav se ještě v roce 1998 objevila modifikace ZiU-682G-016 (ZiU-682G0M), která se stala základním provedením. Boky karoserie začali dělat z pozinkovaného ocelového plechu. To vylepšilo vzhled trolejbusu a jeho korozní odolnost. Křídla dveří dostala doplňkovou protikorozní ochranu. Hodně se udělalo pro zvýšení elektrické bezpečnosti:tyče sběračů dostaly vnější izolaci, u řidiče byl instalován indikátor unikajícího proudu, zlepšila se konstrukce střešních poklopů., změnila se konstrukce topení. Byl zaveden systém blokování jízdy při otevřených dveřích. Už v polovině devadesátých let bylo jasné, že umístění elektrické výzbroje pod podlahou není optimální. Na tomto místě je těžké ochránit elektrickou výzbroj před vlhkostí a v zimě před posypovou solí. Také není možné projíždět loužemi hlubšími než deset centimetrů. V roce 1995 tak byl vyprojektován typ ZiU-52642 s elektrickou výzbrojí umístěnou na střeše. Z různých důvodů se ale tato modifikace nikdy nedostala do výroby. První sériovou verzí s částí výzbroje na střeše se stal ZiU-682G-017 (ZiU-682G0N), vyráběný od roku 2000. Výzbroj ale zůstala klasická, odporová, výrobek moskevské firmy Dinamo. Drobné změny byly v prostoru pro cestující, například modernější svítidla. Od roku 2002 se na přání zákazníka dodávají vozidla se změněnou čelní maskou. Poslední sériovou modifikací je od roku 2001 typ ZiU-682G-018 (ZiU-682G0R). Na něm jsou aplikovány všechny předchozí modernizační úpravy.

## ZiU-682G-016.02 a ZiU-682G-016.03

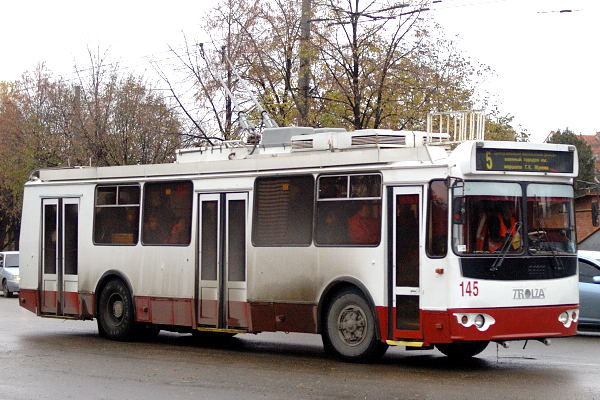
ZiU-682G-016.02 v Krasnodaru

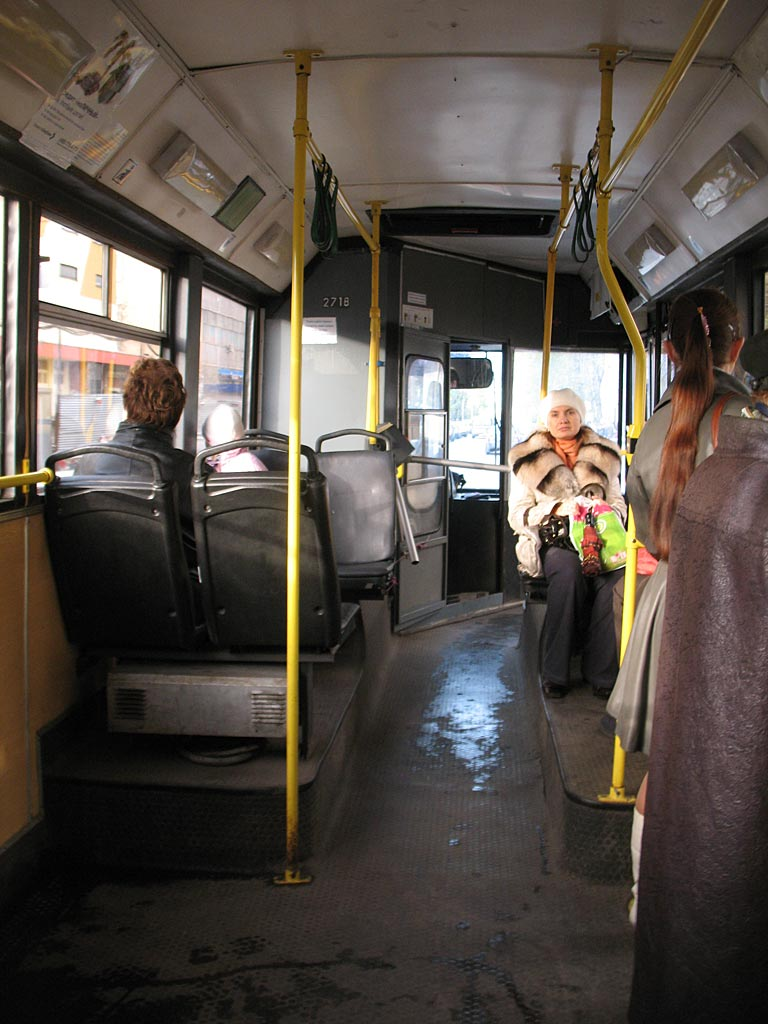
Pohled směrem ke kabině řidiče. Turniket blokuje uličku mezi sedačkami, nástup je pouze předními dveřmi pod dohledem řidiče.

Od října 2002 se sériově vyrábí modifikace ZiU-682G-016.02, která představuje další vývojový stupeň modelu ZiU-682G-018. Boky jsou z ocelového plechu, na přední části jsou sklolaminátové panely. Přední nárazník je také laminátový. Okna prostoru pro cestující jsou tónovaná, montuje se panoramatické čelní sklo. Trolejbus má zesílenou protikorozní ochranu karoserie, včetně elektricky vodivých základových laků v místě svarů. Do trolejbusu se montuje trakční motor DK-213A moskevské firmy Dinamo o výkonu 110 kW. Ovládání trakčního motoru je odporově stykačové. Větší část elektrické výzbroje je na střeše. Na střeše jsou umístěny: sběrače, brzdové/rozjezdové odporníky, odrušovací tlumivka, automatický odpojovač VB-7, statický měnič (IPT-600/28 nebo BP-36). Za zády řidiče je rozváděč, ve kterém jsou umístěna ochranná relé. Kvůli tomu je první okno na levém boku zúžené a chybí sedačka pře podběhem předních kol. Vnitřní osvětlení prostoru pro cestující je zářivkové s režimem plného, tlumeného a nouzového osvětlení. Prostor pro cestující je vybaven komfortními samostatnými sedačkami. Dvě místa jsou vybavena pro cestující s omezenou pohyblivostí. Pro další zvýšení elektrické bezpečnosti se zavedly izolační laminátové panely podlahy, elektrické odizolování křídel dveří od karoserie, vnější elektrická izolace tyčí sběračů, měření izolačního odporu, havarijní odpojovač, přemístění části výzbroje na střechu, lávky na střeše pro údržbu, blokování jízdy při otevřených dveřích, systém proti sevření cestujících dveřmi, možnost použít okna jako nouzový východ. Od roku 2004 se také sériově vyrábí trolejbus ZiU-682G-016.03. Hlavní rozdíl od předešlého typu je v tom, že kostra karoserie není z trubek, ale z ohýbaných profilů. Kostra je tak odolnější proti korozi. V nabídce je také možnost montovat široké přední dveře. To je důležité pro Moskvu, kde odbavovací systém ve vozidle používá na vstupu turniket. Výroba vozidel pod označením ZiU-682G-016.02 a ZiU-682G-016.03 byla ukončena v září 2009.

## ZiU-682G-016.04 a ZiU-682G-016.05
Od září 2009 firma Trolza vyrábí modifikace ZiU-682G-016.04 a ZiU-682G-016.05. Vnějším vzhledem i celkovou konstrukcí se tyto vozy podobají svým předchůdcům. Standardně se dodávají s elektronickým informačním systémem.

## Speciální modifikace
Mimo základní konstrukční řadu se na základě ZiU-9 vyráběla některá odlišná provedení.
- Od ZiU-682V byla odvozena horská verze ZiU-682V1. Liší se hlavně montáží výkonnějšího motoru DK-211 s výkonem 150 kW a upraveným brzdovým systémem. Trolejbus zvládal sklony do 12%, zatímco základní verze byla určena pro sklony do 8 %.
- Trolejbus ZiU-682G1 je horská verze modernizovaného ZiU-682G s motorem DK-211.
- Trolejbus ZiU-682GS je severská varianta ZiU-682G určená pro oblasti Uralu, Sibiře a Dálného východu.
- Model ZiU-682GN je školní verze se zvětšenou kabinou řidiče, kde je i místo pro instruktora. Vůz má také zdvojený brzdový pedál. Pro vstup a výstup cestujících zbývají u této verze jen střední a zadní dveře.
- Trolejbusy ZiU-682GK jsou malosériová verze ZiU-682G-018, liší se vylepšeným prostorem pro cestující, tónovanými skly, větracími okénky ve všech oknech. Na některých vozech je montován elektronický informační systém.
- Trolejbusy ZiU-682GP0 jsou malosériovou verzí ZiU-682G-016. Zvnějšku se liší laminátovým krytem přední části vozu s nápisem "Trolza" a širokým předním transparentem. Design přední části odpovídá typu Trolza-5264-01 "Stolica".

## Odvozené modely
Na základě ZiU-9 byl už v roce 1978 dokončen prototyp čtyřdveřového kloubového trolejbusu ZiU-10 (ZiU-683). I když poptávka po tomto vozidla byla v mnoha městech SSSR, zavedení do výroby se dlouho odkládalo. Teprve v roce 1986 začala malosériová výroba verze ZiU-683B, vybavené tyristorovou regulací. Společně s firmou Dinamo a koncernem Siemens byla připravena zcela přepracovaná verze ZiU-682, označená ZiU-52643 s tyristorovou regulací. Vyrábět se ale nezačala. V roce 2000 byla vyrobena série trolejbusů označených Trolza 5264.01 "Stolica" s úplně přepracovanou karosérií, ale klasickou odporově stykačovou výzbrojí.

## ZiU-9 (ZiU-682) v zahraničí

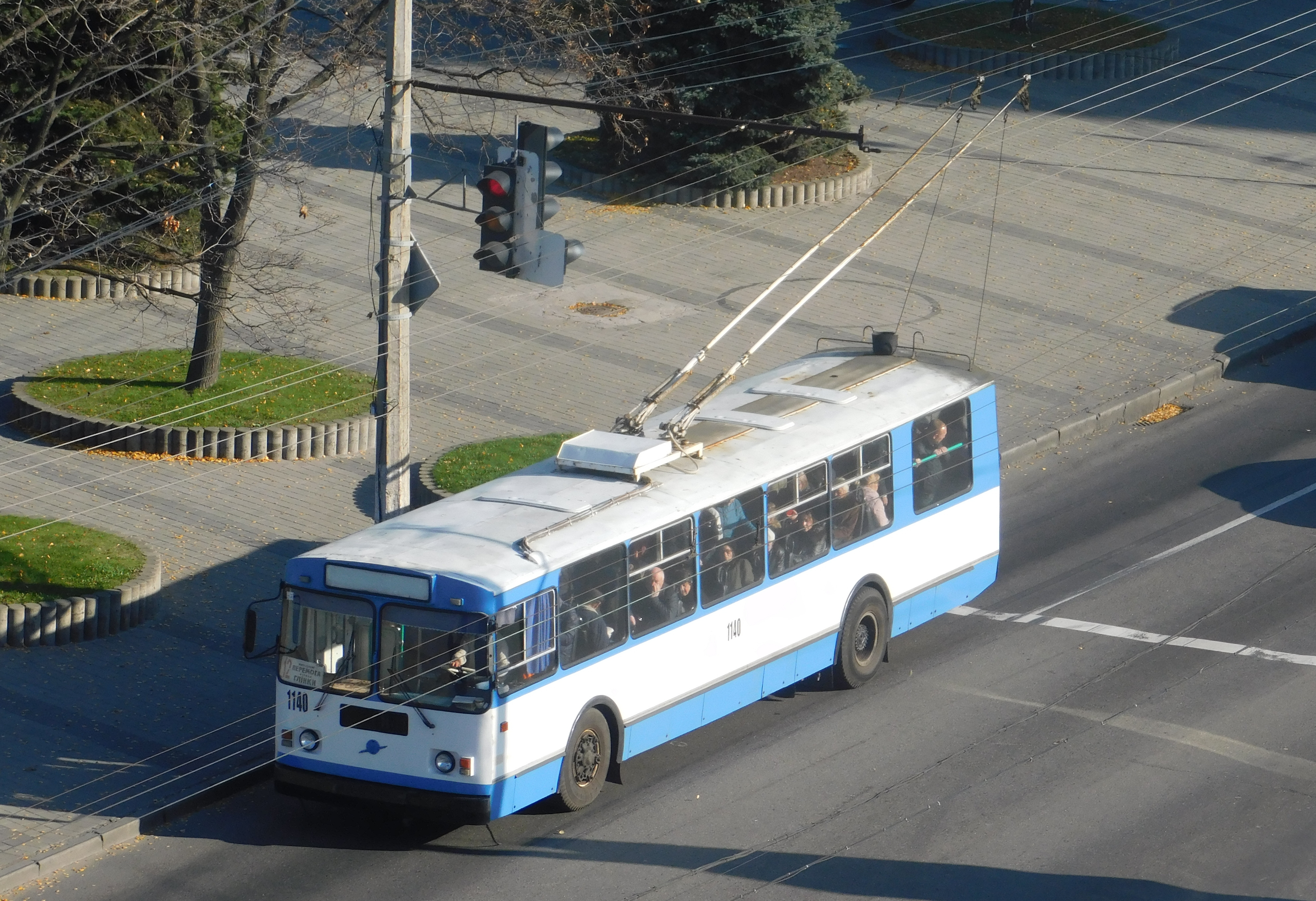
ZiU-9 v Dnipru

Za dob existence SSSR trolejbusy ZiU-9 exportovali do Bulharska, Jugoslávie, Maďarska, Rumunska, Finska, Polska, Řecka, Argentiny, Kolumbie, Mongolska. Po rozpadu Sovětského svazu se trolejbusy exportovaly hlavně do bývalých svazových republik. Mimo to například do Gruzie přišly v roce 2002 trolejbusy ZiU-9 z Atén, do některých ruských měst pak vozy z Maďarska a Srbska. V roce 2007 byly dva trolejbusy dodány do Addis Abeby (Etiopie), kde měl být 2008 zahájen trolejbusový provoz. V roce 2017 byly vozy v majetku banky.
Modifikace exportních verzí ZiU-9:
- ZiU-682V – první exportované vozy nebyly zvlášť označovány a nesly typové označení standardních sériových vozů.
- ZiU-682UА – exportní verze trolejbusu s nezávislým zdrojem elektrické energie z akumulátorů
- ZiU-682UV – exportní verze pro Maďarsko (v devadesátých letech 20. století byly provedeny generální opravy s použitím náhradních dílů z autobusů Ikarus). V roce 2003 bylo několik vozů ZiU-682UV prodáno ze Szegedu do Kirova.
- ZiU-682UG – exportní verze pro Řecko. Od ostatních trolejbusů řady ZiU-682 se odlišovaly většími větračkami v oknech a uspořádáním sedadel.
- ZiU-682UP – exportní verze trolejbusu pro Polsko. V současnosti jsou trolejbusy tohoto provedení v provozu v Bulharsku a na Ukrajině, kam byly odprodány po roce 2000. V Polsku zůstal poslední provozní trolejbus typu ZiU-682UP v Lublinu.[2]
- ZiU-682TV – verze pro Kolumbii. Do současnosti se zachoval jediný trolejbus, využívaný po nějaký čas jako kavárna,[3] který byl později několikrát přemístěn.[4][5]
- ZiU-682UYU – modifikace pro Jugoslávii.

Do současnosti zůstávají exportní trolejbusy ZiU-9 v provozu např. v Cordobě v Argentině.
Byl vyroben i jeden prototyp levostranného trolejbusu, který byl určen na prezentaci pro indickou Bombaj.